# Rủi ro thanh khoản
Rủi ro thanh khoản là một rủi ro trong lĩnh vực tài chính. Rủi ro này xảy ra khi ngân hàng thiếu ngân quỹ hoặc tài sản ngắn hạn mang tính khả thi để đáp ứng nhu cầu của người gửi tiền và người đi vay. Thiếu ngân quỹ ở đây có thể được hiểu theo hai cách:
- Hoặc là thiếu dự trữ tại ngân hàng.
- Hoặc là không thể huy động nguồn vốn ngay lập tức.